# Junjik River
Der Junjik River ist ein etwa 120 km langer rechter Nebenfluss des East Fork Chandalar River im Norden des US-Bundesstaats Alaska. Der aus der Indianersprache Gwichʼin (Kutchin) stammende Flussname wurde 1926 von J. B. Mertie vom U.S. Geological Survey (USGS) erfasst.

## Flusslauf
Der Junjik River entspringt in den Philip Smith Mountains, ein Teilgebirge der Brookskette, auf einer Höhe von etwa 1750 m. Er fließt anfangs etwa 18 km in Richtung Südsüdost, dann etwa 23 km in Richtung Ostsüdost. Im Mittellauf fließt der Junjik River 45 km in überwiegend östlicher Richtung. Er nimmt auf diesem Abschnitt mehrere größere von Norden kommende Nebenflüsse auf, darunter der Spring Creek und der Water Creek. Im Unterlauf fließt der Junjik River 11 km nach Südosten und schließlich 22 km nach Süden. Der Junjik River ist abschnittsweise ein verflochtener Fluss. Der Junjik River mündet schließlich 10 km nordnordöstlich von Arctic Village auf einer Höhe von 624 m in den East Fork Chandalar River. 4,5 km oberhalb der Mündung trifft ein linker Mündungsarm des Deadman Creek auf den rechten Flussarm des Junjik River.

## Einzugsgebiet
Der Junjik River entwässert ein Areal von etwa 2237 km². Das Einzugsgebiet des Junjik River grenzt im Süden an die Einzugsgebiete von Ottertail Creek und Crow Nest Creek, im Westen an die Einzugsgebiete von Smoke Creek und Wind River, im Norden an die Einzugsgebiete von Ivishak River und Canning River sowie im Osten an die Einzugsgebiete von Cane Creek und Flatrock Creek.

## Schutzgebiete
Der Junjik River und sein Einzugsgebiet liegen innerhalb des Arctic National Wildlife Refuge.